# Prix Roger-Caillois
Le prix Roger-Caillois est un prix littéraire annuel, créé en 1991 en partenariat avec le PEN Club de France et la Maison de l'Amérique latine ainsi que la Société des lecteurs et amis de Roger Caillois, récompensant un auteur latino-américain et un auteur francophone. Depuis 2007, à ces deux prix s'ajoute le prix Roger-Caillois de l’essai.
Le prix est décerné au mois de décembre.

## Liste des lauréats

### Auteurs latino-américains
- 1991 : José Donoso
- 1993 : Álvaro Mutis
- 1995 : Adolfo Bioy Casares
- 1997 : Homero Aridjis
- 1999 : Haroldo de Campos
- 2001 : Blanca Varela
- 2002 : Mario Vargas Llosa
- 2003 : Carlos Fuentes
- 2004 : Alberto Manguel
- 2006 : Sergio Pitol
- 2007 : Alan Pauls
- 2008 : Ricardo Piglia
- 2009 : Roberto Bolaño
- 2010 : Elsa Cross
- 2011 : Leonardo Padura
- 2012 : Juan Gabriel Vásquez
- 2013 : Cristina Rivera Garza
- 2014 : César Aira
- 2015 : Eduardo Halfon
- 2016 : Chico Buarque
- 2017[1] : Rodrigo Fresán
- 2018[2] : Milton Hatoum
- 2019[3] : Fabio Morabito
- 2020 : non attribué
- 2021 : non attribué
- 2022 : non attribué
- 2023 : Martín Caparrós
- 2024 : Samanta Schweblin[4].

### Auteurs d'expression française
- 1991 : Édouard Glissant
- 1992 : Jean-Marie Le Sidaner
- 1994 : Pierre Gascar
- 1996 : Gilles Lapouge
- 1998 : Kenneth White
- 1999 : Alain Jouffroy
- 2000 : François Cheng
- 2001 : Michel Waldberg
- 2002 : Gérard Macé
- 2003 : Jean Bottéro
- 2004 : Michel Braudeau
- 2007 : Éric Chevillard
- 2008 : Roger Grenier
- 2009 : Pierre Bergounioux
- 2010 : François Maspero
- 2011 : Pierre Pachet
- 2012 : Christian Garcin
- 2013 : Marcel Cohen
- 2014 : Chantal Thomas
- 2015 : Jean-Paul Iommi-Amunategui
- 2016 : Régis Debray
- 2017[1] : Patrick Deville
- 2018[2] : Philippe Lançon
- 2019[3] : Jacques Réda
- 2020 : non attribué
- 2021 : non attribué
- 2022 : non attribué
- 2023 : Laura Alcoba
- 2024 : René Depestre[4]

### Essais
- 2007 : Maurice Olender
- 2008 : Serge Gruzinski
- 2009 : Paul Veyne
- 2010 : Jacqueline Risset
- 2011 : Jean-Pierre Dupuy
- 2012 : Michel Pastoureau
- 2013 : Régis Boyer
- 2014 : Jean-Yves Jouannais
- 2015 : Jean-Paul Demoule
- 2016 : Alain Corbin
- 2017[1] :  Jean-François Billeter
- 2018[2] : Jean-Christophe Bailly
- 2019 : non attribué
- 2020 : non attribué
- 2021 : non attribué
- 2022 : non attribué
- 2023 : Guillaume Métayer
- 2024 : Martin Rueff[4]

### Mention
- 2016 : traducteur : Jacques Ancet

### Prix spécial du centenaire
- 2013 : Silvia Baron Supervielle